# Thomas Le Blanc

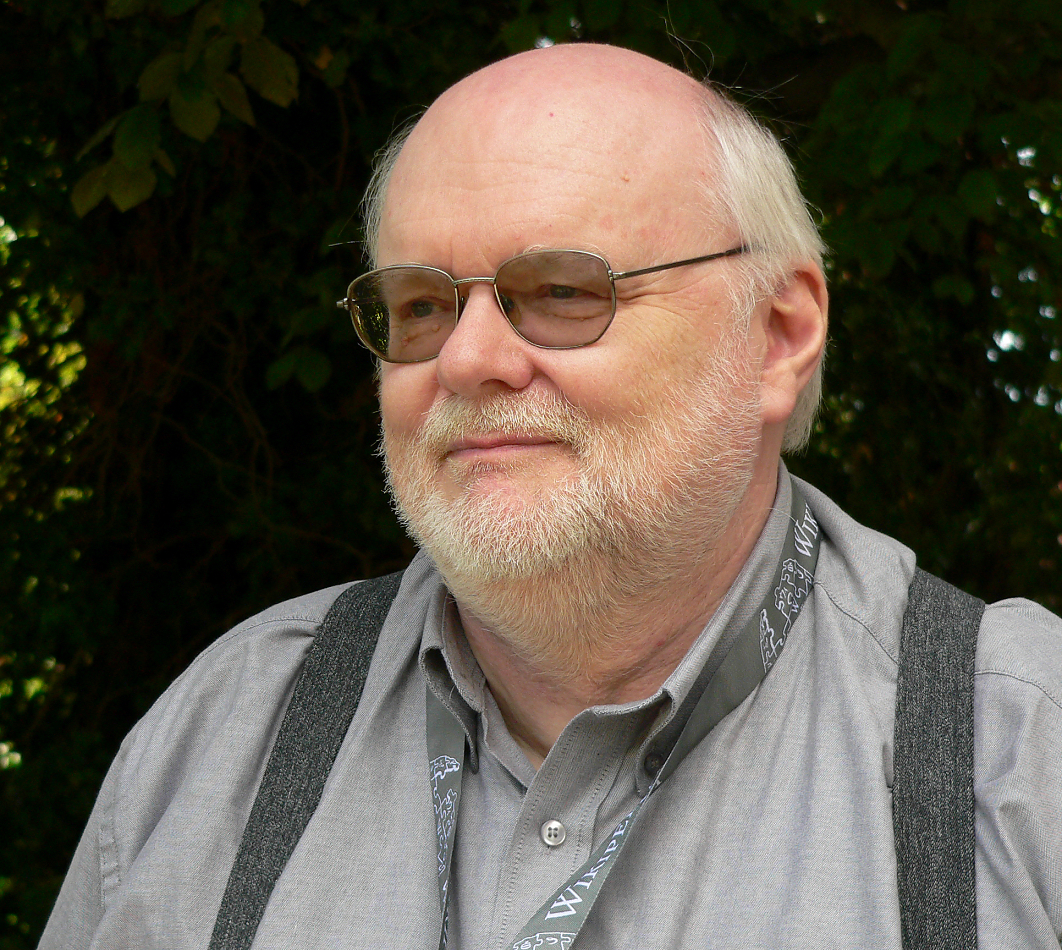
Thomas Le Blanc (2018)

Thomas Le Blanc (* 13. August 1951 in Wetzlar) ist ein deutscher Autor und Herausgeber.

## Leben
Nach dem Studium der Mathematik, Physik und Pädagogik in Gießen legte er 1976 das Erste Staatsexamen und 1978 das Zweite Staatsexamen ab und arbeitete danach bis 1987 als Studienrat und zuletzt Fachleiter Physik an einer Gesamtschule im Kreis Gießen. Parallel und danach war er als freier Publizist und Kulturberater tätig, hat eine Vielzahl von Artikeln für Tages- und Wochenzeitungen geschrieben (vor allem für Die Welt, im Darmstädter Echo hatte er 37 Jahre lang eine monatliche Kolumne). Zudem hat er als Autor, Herausgeber und Außenlektor für Buchverlage gearbeitet. Für den Karl May Verlag hat er 2016 eine Fantasy-Fortführung der Orient-Abenteuer Karl Mays entwickelt, die er dort auch herausgibt.
Er gründete 1987 die Phantastische Bibliothek Wetzlar, welche mit über 330.000 Werken einzigartig in Deutschland und inzwischen die größte ihrer Art weltweit ist. Seit 1981 organisiert er die Wetzlarer Tage der Phantastik. Außerdem ist er Herausgeber der Schriftenreihe und Materialien der Phantastischen Bibliothek Wetzlar, der Reihe "Leseförderung" des Zentrums für Literatur Wetzlar und der Kürzestgeschichtenreihe Phantastische Miniaturen, die ebenfalls an der Phantastischen Bibliothek erscheint. 1990 wurde er mit dem Deutschen Fantasy-Preis ausgezeichnet, 2017 auf dem Buchmessecon mit dem BuCon-Ehrenpreis 2016 für sein Lebenswerk. 2024 wurde ihm das Bundesverdienstkreuz 1. Klasse in Wetzlar verliehen.
Er ist Vorstand der Stiftung Phantastische Bibliothek Wetzlar, sowie Entwickler und Leiter des interdisziplinären Zukunftsforschungsprojekts Future Life mit zahlreichen Studien, Vorträgen und Workshops für große deutsche Unternehmen.

## Werke (Auswahl)
- Bonner Gründe, warum alles schiefgeht, was schiefgehen kann! : Murphys Bonner Gesetze. München 1986.
- Murphys Gesetze für Beamte. München 1988.
- Roboter und Zeitmaschinen : fünf Essays zur Science-fiction. Wetzlar 1993.
- Wo Johann Wolfgang einst im Grase lag : Goethe und Lotte in Wetzlar : Eine persönliche Spurensuche. Wetzlar 1999. Erweiterte Neuausgabe 2009.
- Der Tod und die Mennyms : ein melancholisches Puppenleben. 2004.

Herausgeber
- Die Anderen. Science-Fiction-Erzählungen aus Deutschland. Heyne, München 1979, ISBN 3-453-30563-9
- Start zu neuen Welten. Eine Auswahl der besten deutschen Science-Fiction-Erzählungen. Herder, Freiburg im Breisgau 1980, ISBN 3-451-18986-0
- Sternenanthologien (Antares. Beteigeuze. Canopus ff). Goldmann, München 1980–1985 (10 Bände)
  - Sternenanthologie 8: Halley – Science-Fiction-Stories.  Goldmann München 1984, ISBN 3-442-23454-9
- Goldmann Fantasy Foliant II. Goldmann, München 1983, ISBN 3-442-23823-4
- Die spannendsten Weltraum-Geschichten. Südwest-Verlag, München 1985, ISBN 3-517-00816-8
- Schriftenreihe und Materialien der Phantastischen Bibliothek Wetzlar. Wetzlar, 1993 ff. (aktuell 74 Bände)
- Leseförderung. Wetzlar 2003–2010 (10 Bände)
- Phantastische Miniaturen. Wetzlar, 2011 ff. (aktuell 92 Bände)[6]
- Karl Mays Magischer Orient. Bamberg: Karl May Verlag, 2016 ff. (aktuell 9 Romane + 1 Anthologie)